# 吉澤真彩
吉澤 真彩（よしざわ まや、2001年7月29日 - ）は、読売テレビのアナウンサー。

## 来歴・人物
神奈川県川崎市出身。神奈川県の小中高一貫校を経て、上智大学総合人間科学部看護学科を卒業。
幼少期からダンスに親しみ、上智大学時代は応援団チアリーディング部に所属。
大学時代に看護師の国家試験に合格して看護師免許も取得している。
2021年セントフォースの学生部門「スプラウト」に所属していた。
また『第2回学生アナウンス大賞』ファイナリスト・『第1回ytv学生アナウンスコンテスト』グランプリを受賞している。
2023年今宮戎神社の第71代福娘代表に選出。
2025年に読売テレビにアナウンサーとして入社。同期は増田陽名と藤岡宗我。
趣味はゴルフ、夕焼けの写真を撮ること、美味しいガーリックパン探し
特技はダンス、1人ハリーポッター、あらゆるスポーツの体得

## 出演

### 現在の出演番組
- NNN 各種ローカルスポットニュース（不定期、『NNNストレイトニュース』など）